# Un nid de mensonges
A Place of Hiding
Ne doit pas être confondu avec La Ronde des mensonges.
 Un nid de mensonges (titre original : A Place of Hiding) est un roman policier d'Elizabeth George publié en 2003 aux États-Unis et au Royaume-Uni, puis en France aux Presses de la Cité la même année. Il fait partie de la série Inspecteur Lynley qui compte 21 romans en 2023.
Du 15 au 20 décembre, sur l'île de Guernesey, Deborah et Simon Saint James viennent en aide à China River, accusée d'avoir assassiné un riche retraité.
Contrairement aux autres romans de l'autrice, ses personnages emblématiques n'interviennent dans le récit qu'à la marge (Thomas Lynley) ou alors pas du tout (Barbara Havers, Winston Nkata). De même, il n'est pas fait référence au roman précédent de la série (Mémoire infidèle).

## Principaux personnages
- La victime
  - Guy Brouard : 69 ans ; riche retraité de Guernesey ; mort asphyxié.

- Le couple d'enquêteurs
  - Simon Saint James : consultant anglais en expertise judiciaire.
  - Deborah Saint James : photographe anglaise ; épouse de Simon.

- Suspects présents à Guernesey
  - China River : 30 ans ; photographe californienne ; demi-sœur de Cherokee.
  - Cherokee River : surfeur californien ; demi-frère de China.
  - Ruth Brouard : 66 ans ; sœur de Guy Brouard et tante d'Adrian ; elle est en phase terminale d'un cancer.
  - Kevin Duffy : régisseur et voisin des Brouard ; époux de Valerie.
  - Valerie Duffy : aide ménagère et voisine des Brouard ; épouse de Kevin ; sœur d'Henry Moullin.
  - Bertrand Debiere : architecte à Guernesey ; ami de Guy Brouard.
  - Frank Ouseley (60 ans) et son père Graham Ouseley (92 ans) : voisins de Guy Brouard.
  - Anaïs Abbott : compagne de Guy Brouard depuis deux ans.
  - Stephen et Jemmima Abbott : fils et fille d'Anaïs Abbott, issus d'une précédente union d'Anaïs.
  - Margaret Chamberlain : première épouse (divorcée) de Guy Brouard ; mère d'Adrian.
  - Adrian Brouard : 37 ans, fils de Margaret Chamberlain et de Guy Brouard, neveu de Ruth.
  - Paul Fielder : 16 ans, lycéen ; « protégé » de Guy Brouard.
  - Cynthia Moullin : 18 ans ; lycéenne ; « protégée » de Guy Brouard.
  - Henry Moullin : maître-verrier ; père de Cynthia ; frère de Valerie Duffy.

- Autres personnages
  - Roger Hollberry : avocat de China.
  - Dominic Forrest : notaire chargé de la succession de Guy Brouard.
  - Le Gallez : policier ayant interpellé China ; chef de l’enquête criminelle concernant le meurtre de Guy Brouard.
  - JoAnna (citée seulement) : seconde épouse de Guy Bouard, dont elle a divorcé à une date non précisée ; le couple a eu deux filles (citées seulement) qui sont les demi-sœurs d'Adrian. JoAnna et ses filles n'interviennent pas dans le récit.

## Résumé
Le récit est présenté en 32 chapitres, précédés d'un prologue.

### Mise en place de l’intrigue
Prologue ; chapitres 1 à 4.
Le 10 novembre, à Montecito en Californie, la photographe China River a un entretien téléphonique tendu avec son compagnon Matthew Whitecomb, bizarrement retenu à New York. Elle discute ensuite avec son demi-frère Cherokee. Ce dernier lui explique qu’il doit convoyer un colis important au Royaume-Uni à condition qu'il soit accompagné de « son épouse ». N'étant pas marié, il a pensé à sa demi-sœur pour tenir ce rôle. Au passage, il révèle à China qu'il avait, quelques années auparavant, payé Matt pour qu'il drague et dépucèle China : selon lui le couple Matt/China s'était formé sur un malentendu et sans forcément d'amour réciproque.
Le 5 décembre, le riche retraité Guy Brouard fait sa baignade quotidienne sur une plage de Guernesey où il réside depuis sa naissance avec sa sœur Ruth. Il aperçoit quelqu'un qui le suit de loin.
Le 15 décembre, China et Cherokee arrivent à Guernesey. Ils remettent le paquet à Guy Brouard. Celui-ci organise une grande fête en l’honneur d'un « Musée de l'Occupation de Guernesey » qu'il envisage de faire construire sous la direction de l'architecte Bertrand Debiere. Le lendemain, China et son frère quittent l'île et se rendent en Italie. Au moment de sortir de l'avion, ils sont obligés de rembarquer et de retourner à Guernesey. Là, ils apprennent que Guy Brouard a été assassiné sur la plage durant la fête et que China est la principale suspecte. Elle est placée en garde à vue. Cherokee se rend immédiatement à Londres, chez une ancienne amie de China : Deborah Saint James.
Simon et Deborah, accompagnés de Cherokee, se rendent d'abord à l’ambassade des États-Unis, mais sans résultats. Puis tous trois se rendent à Guernesey. Ils y rencontrent l’avocat de China, maître Roger Hollberry. Celui-ci leur donne des éclaircissements. La police a découvert, sur le corps de Brouard, des cheveux de China. On a aussi découvert près du corps, sur le sable, des empreintes de pas correspondant à celles de China. Or des chaussures de la jeune femme ont été trouvées, comportant les mêmes grains de sable. Enfin un témoin, Ruth (sœur de la victime) aurait vu China avec Brouard. L'homme est mort étouffé avec une pierre polie (une sorte d'amulette) enfoncée dans la gorge qui l'a empêché de respirer. Une théorie un peu loufoque serait que China, en embrassant Brouard, aurait transféré la pierre de sa bouche à celle de Brouard, puis aurait maintenu Brouard immobilisé avec ses bras. On n'en sait pas plus pour l'instant.
À l'issue de sa garde à vue, China est libérée et placée sous contrôle judiciaire, avec interdiction de quitter l'île. Pendant ce temps, plusieurs personnes rendent visite à Ruth, la sœur de Brouard : Margaret Chamberlain (la première épouse divorcée de Guy Brouard), son fils Adrian (au caractère faible et empoté), Anaïs Abbott (la compagne actuelle de Guy Brouard).

### L'enquête
Chapitres 5 à 29.
Les obsèques de Guy Brouard ont lieu. Dans les heures qui suivent, on procède à la lecture du testament à l'étude du notaire du défunt. Ruth a invité les personnes qui, selon sa connaissance, ont vocation à hériter de son frère. Or il apparaît que Guy Brouard, qui jusqu'à présent avait toujours informé sa sœur de ses dispositions testamentaires successives, a rédigé deux mois avant sa mort un nouveau testament déposé chez le notaire. Ainsi les nouvelles dispositions testamentaires donnent lieu à d'importantes surprises et déceptions. 
Sachant que les biens immobiliers ont été mis au nom de Ruth, seuls les biens mobiliers font l'objet du testament (compte en banque, assurance-vie, actions et obligations). L'héritage mobilier est partagé en deux parties : une première moitié est divisée entre les trois enfants biologiques de Brouard (2/12 des biens pour chacun des trois enfants), l'autre moitié est divisée entre deux autres Guernesiens que personne ne connaît : d'une part Paul Fielder (3/12 des biens) et Cynthia Moullin (3/12 aussi). Ce sont deux adolescents pour lesquels Guy s'était institué « protecteur ». Adrian reçoit beaucoup moins que prévu, et Anaïs Abbott (qui était la compagne de Brouard depuis plusieurs années) ainsi que ses deux enfants sont « oubliés » du nouveau testament. Sont aussi oubliés les époux Duffy et Frank Ouseley et son père Graham Ouseley. Le musée de l'Occupation, envisagé par Brouard ne sera sans doute jamais construit puisque, en l’état, personne n’aura assez d'argent pour financer les travaux.
Pendant ce temps Simon et Déborah continuent leur enquête. L'inspecteur principal qui a placé China en garde à vue confie à Simon que Ruth a déclaré avoir vu China suivre Guy Brouard peu de temps avant sa mort. Les deux se seraient dirigés vers la plage, là où ensuite on a découvert le cadavre de Guy. Si le témoignage de Ruth peut être relativisé en raison de son âge et de sa vue défaillante, ils découvrent qu'une voisine, Valerie Duffy, aurait vu China suivre Guy dans les mêmes conditions. Simon et Déborah se rendent sur le chemin où on aurait vu China. Ils découvrent une bague, propre et tombée récemment à terre, montrant des insignes nazis. Cette bague, issue de la Seconde Guerre mondiale, aurait-elle été perdue par le meurtrier ? Déborah souhaite aller la remettre à la police tandis que Simon retourne voir Ruth. Accompagnée de Cherokee, Déborah décide de faire une petite enquête sur cette bague. Après plusieurs heures d'enquête auprès de brocanteurs et de collectionneurs, il apparaît que la bague… avait été achetée par China à un brocanteur. Se pourrait-il que China ait été, en définitive, la meurtrière qui aurait perdu la bague ? À moins que la bague achetée figure dans ses affaires placées sous scellés et qu'il y ait eu deux bagues similaires ?
Pendant de temps, Simon retourne voir Ruth. Celle-ci, désemparée par le fait que son frère lui a caché le nouveau testament, a fouillé dans le cabinet de travail de Guy. Elle y a découvert des documents qui prouvent qu'en mars dernier, Guy s'était rendu secrètement en Californie. Les documents montrent qu'il a rencontré l'architecte dont Cherokee a ramené les plans à Guernesey. Mais des tickets de caisse donnent à penser qu'il s'est aussi rendu dans le comté où réside Cherokee. Connaissait-il Cherokee avant sa venue à Guernesey ? Quand Simon se rend au commissariat de police, il apprend stupéfait que Déborah n’est pas venue remettre la bague trouvée sur le chemin. L'inspecteur principal accuse le couple de détournement de preuve. Mais le policier est gêné par une information qu’il vient d'apprendre.
Les résultats toxicologiques et sanguins indiquent que Guy Brouard avait été drogué par des opiacés avant de mourir. Lui qui n'avait jamais absorbé de produits stupéfiants ou dopants dans sa vie, son meurtre avait donc été planifié, soit avant la grande fête, soit au cours de cette fête. Si China est la coupable, elle aurait dû placer la drogue dans un contenant. Or on n'a rien découvert de tel dans ses affaires personnelles ni dans sa chambre. Et la liste des suspects augmente considérablement : tous les participants à la fête deviennent des suspects potentiels, soit plus de 300 personnes. Plus tard, Déborah revient à l'hôtel où se trouve Simon. Une altercation a lieu entre eux, Simon reprochant l'absence de remise de la bague à la police. Mais Déborah l'informe des derniers développements : faut-il vraiment remettre cette bague (qui accuse China) à la police ? En fin de compte, la décision est prise de la remettre aux policiers.
Simon Saint James découvre que les plans convoyés par Cherokee et China ne concernaient pas un musée mais un hôtel avec spa. Guy n’a jamais eu l’intention de construire un musée ! Ainsi Frank et Debiere, qui espéraient tant voir ériger ce musée, avaient un mobile pour le tuer.
Nouvelle surprise : Cherokee est à son tour placé en garde à vue. En effet la police a procédé à un ratissage des lieux et un flacon a été retrouvé, ayant contenu des opiacés. Ce flacon porte les empreintes digitales de Cherokee et a une étiquette indiquant « pavot californien ». Toutefois la police butte sur un élément important : tout comme China, on ne voit pas quel aurait pu être son mobile.
Pendant ce temps, Saint James poursuit la piste concernant les biens immobiliers. On apprend qu'ils ont été vendus durant la dernière année et que l’argent s'est volatilisé. Il y a eu des transferts d'argent à une banque londonienne. Un banquier de Guernesey donne des informations. Saint James contacte son ami Thomas Lynley à Scotland Yard pour qu'il procède à une enquête officieuse. Plus tard, Lynley lui apprend que les fonds ont été transférés de Londres aux États-Unis.
On apprend encore que Cynthia Moullin, 18 ans, bénéficiaire de l'héritage à hauteur des 3/12e, était depuis deux ans la maîtresse consentante de Guy. Ce dernier lui avait promis le mariage à moyen terme. Le père de Cynthia, Henry, avait été informé de cette liaison par Valerie Duffy, sa sœur, ainsi que par Ruth. Henry avait pensé qu'il ne s'agissait plus d'une lubie sexuelle de Guy : il s'agissait ici de sa fille aînée sortie à peine de l'adolescence, et les deux membres du « couple » avaient cinquante ans d'écart d'âge. Une explication sévère avait eu lieu entre Henry et Guy quelques semaines auparavant. Par ailleurs, Stephen Abbott, 18 ans, était amoureux de Cynthia qui était au lycée dans la même classe que lui. Il découle de tout ceci que Stephen Abbott et Henry Moullin avaient tous deux un mobile pour tuer Guy.
En exhumant un bon manuscrit, écrit en allemand et daté de 1943, de remise d'un cadeau à Graham, Frank découvre que son père avait été un collaborateur sous l'Occupation allemande et qu'il avait dénoncé ses trois camarades de résistance. Effondré, Frank pousse son père dans l'escalier. Le vieil homme meurt sur le coup.
Paul Fielder s'est rendu dans un endroit connu de très peu de personnes. Près de la propriété des Brouard se trouve un tumulus avec un dolmen. Près de ce dolmen se trouve l’entrée d'une grotte. Dans cette grotte est cachée une toile de tableau. Paul prend cette toile, déposée par Guy, et la remet à Ruth. Celle-ci en pleure de joie : il s'agissait de la toile appartenant à ses parents. La famille en avait été spoliée par les nazis en 1940. Ainsi son frère l'a retrouvée.
Apprenant l'existence de cette toile, Simon Saint James continue son enquête. Il découvre grâce à Kevin Duffy que cette toile a été peinte par un maître flamand du XVIIe siècle : Pieter de Hooch. Cette toile vaut des millions de livres sterling. Simon en déduit que Guy a vendu son patrimoine immobilier sans en rien dire à personne afin de racheter cette toile qui jadis avait appartenu à sa famille. Voici pourquoi la fortune immobilière de Guy a quasiment disparu : il voulait acquérir cette toile représentant Saint-Barbara. Cette toile, achetée aux États-Unis, avait été convoyée par China et Cherokee. Le colis transporté contenait d'une part des plans d'un hôtel avec spa (ces plans n'avaient aucune valeur et ne devaient jamais être utilisés), et d'autre part une double coque dans laquelle était insérée la toile. Une fois le colis remis à Guy, celui-ci avait mis au jour cette toile pour laquelle il avait englouti une partie de sa fortune. Effectivement, il n’a jamais eu l'intention d'ériger un musée de l’Occupation.

### Dénouement et révélations finales
Chapitres 30 à 32.
Un coup de théâtre intervient : Cherokee sort de garde à vue et est remis en liberté, avec la suggestion des policiers de quitter l’île de Guernesey le plus vite possible. China et lui sont d'accord pour quitter l'île rapidement. Pendant ce temps, alors que Deborah et Simon dînent ensemble, un policier vient chercher Simon pour une « affaire urgente ». Intriguée, Deborah suit Simon et les policiers de loin. Ils se rendent au tumulus situé près du dolmen. Elle s'y présente et constate qu'une escouade de policiers surveille l’entrée de la grotte. Le Gallez accepte qu’elle se place près de Simon. L'attente commence dans un froid glacial. Alors que la nuit est presque finissante, une ombre arrive à l'entrée de la grotte et y pénètre. Peu de temps après, elle en sort. À la surprise de tous, il s'agit de China ! Menacée d'être arrêtée par les policiers, elle retourne précipitamment dans la grotte, suivie de près par Deborah qui veut lui faire entendre raison. 
Une longue explication a lieu entre les deux femmes. C'est effectivement China qui a tué Guy. Au petit matin qui avait suivi la réception, elle avait quitté la maison avec sa cape et l'avait suivi. Pendant la baignade de Guy, elle avait inséré dans la bouteille thermos de Guy un produit à base d'opiacés que Cherokee avait amené de Californie dans un flacon. Une fois Guy endormi, elle l'avait étouffé avec la petite pierre polie. Puis elle avait jeté le flacon (qui portait les empreintes digitales de son demi-frère) dans les fourrés, espérant bien qu'on le retrouverait. Elle avait eu un double but : d'abord, se venger de son demi-frère. Elle n'avait pas digéré l’information selon laquelle il avait jadis payé Matt pour la dépuceler. Elle détestait ce frère fainéant et macho qui était un vrai boulet et un perdant. Son second but était de s'emparer de la toile cachée dans la grotte. En effet, Guy la lui avait montrée et lui en avait révélé sa valeur. Alors qu'à sa grande stupéfaction, elle avait appris la sortie de garde à vue de son demi-frère, elle avait compris qu'elle devait récupérer le plus rapidement cette toile avant son départ de l'île. Elle ignorait que la toile avait été précédemment récupérée par Paul et remise à Ruth. C'était d'ailleurs le plan de Simon qui soupçonnait l'un des deux River d'être le tueur (ses soupçons penchaient nettement vers Cherokee). Il avait proposé ce plan à Le Gallez : si le tableau était le mobile du meurtre, une fois Cherokee libéré, nul doute qu'il viendrait récupérer la toile dans la grotte dans les heures suivant sa libération. Le piège avait fonctionné, mais c'est China qui s'était présentée et non Cherokee.
China a récupéré une grenade des Allemands, restée dans la grotte depuis 60 ans. Elle refuse d'être jetée en pâture aux journalistes et d'être incarcérée. N'attendant plus rien de la vie, elle dégoupille l'arme. Deborah a juste le temps de reculer de quelques mètres et de s'allonger à terre. La grenade explose, déchiquetant China et blessant superficiellement Deborah. Emmenée à l'hôpital, elle récupère vite de ses blessures.
Cherokee, avant son départ de Guernesey, avoue ses difficultés à Deborah et Simon à comprendre les raisons de l'action de sa demi-sœur. Il n'accepte pas que celle-ci ait voulu le faire accuser du meurtre de Guy par simple désir de vengeance. Le roman se termine sur l'action de Frank Ouseley qui, le 21 décembre, jour du solstice d'hiver, disperse les cendres de son père aux quatre vents.